# La belva di Saigon
La belva di Saigon (Der schwarze Panther von Ratana) è un film del 1963 diretto da Jürgen Roland.